# Circuit de la Chalosse
Le Circuit de la Chalosse - Souvenir Jean-Broustaut est une course cycliste française disputée annuellement à Castelnau-Chalosse (Landes), sur un circuit vallonné. Créée en 1911, cette épreuve a été ouverte par le passé aux coureurs professionnels. Elle a également figuré au plus haut niveau amateur, avant de perdre en prestige après 1999. La section cyclisme de l'US Dax en assure l'organisation
Depuis les années 2000, le Circuit rend hommage à Jean Broustaut, ancien coureur cycliste indépendant et sociétaire de l'US Dacquoise décédé en 2001. 
En 2011, la course célèbre ses cent ans d'existence.

## Palmarès
| Année     | Vainqueur                                    | Deuxième                                     | Troisième                                    |
| --------- | -------------------------------------------- | -------------------------------------------- | -------------------------------------------- |
| 1911      | Barrucq                                      | Saussede                                     | Lapique                                      |
| 1912      | Dumas                                        |                                              |                                              |
| 1913-1919 | non organisé                                 | non organisé                                 | non organisé                                 |
| 1920      | J. Cassou                                    |                                              |                                              |
| 1921      | Rodolphe Piquemal                            | Albert Cantou                                | Roger Courbin                                |
| 1922      | Edward Cailley                               | Albert Cantou                                | Pascal Labau                                 |
| 1923      | Edward Cailley                               | Alexis Chauvières                            | Raymond Rousset                              |
| 1924      | Jean Lanssot                                 | Raymond Coussen                              | Louis Delest                                 |
| 1925      | Étienne Barbe                                | Maxime Mourguiat                             | Richard Montero                              |
| 1926      | H. Lovisa                                    | J. Forcans                                   | J. Lalanne                                   |
| 1927      | Florent Vandenberghe                         | Paul Dagès                                   | P. Descoubes                                 |
| 1928      | Raphaël Dupau                                | Gabriel Hargues                              | Paul Dagès                                   |
| 1929      | Jean Aerts                                   | Salvador Cardona                             | Louis Annecou                                |
| 1930      | Gabriel Hargues                              | Victor Descoubès                             | Jean Grossard                                |
| 1931      | Salvador Cardona                             | Robert Laforgue                              | Sylvain Marcaillou                           |
| 1932      | Lucien Laval                                 | Édouard Samaran                              | Raphaël Dupau                                |
| 1933      | Jean-Baptiste Intcegaray                     | Isidore Jamay                                | Jean Fréchaut                                |
| 1934      | Emiliano Álvarez                             | Jean Bear                                    | Paul Labarchède                              |
| 1935      | Louis Arrangoitz                             | André Libat                                  | Jean Meyrous                                 |
| 1936      | Jean-Baptiste Intcegaray                     | René Paillier                                | Henri Bergerioux                             |
| 1937      | Julián Berrendero                            | Gabriel Hargues                              | Alejandro Fombellida                         |
| 1938      | Pierre Troch                                 | Robert Navailles                             | Édouard Samaran                              |
| 1939      | Jean Meyrous                                 | Eugène Cazeaux                               | Léon Sallès                                  |
| 1940      | non organisé                                 | non organisé                                 | non organisé                                 |
| 1941      | Éverites                                     | Albert Dolhats                               | Joseph Mimiague                              |
| 1942      | Guy Ballion                                  | Gilbert Ducourneau                           | Mariano Domingo                              |
| 1943      | Dominique Arragues                           | Gérard Villar                                | Joseph Royo                                  |
| 1944      | Henri Gaborias                               |                                              |                                              |
| 1945      | Roland Llamouzy                              | Laborde                                      | Robert Navailles                             |
| 1946      | Albert Dolhats                               | Émile Labadie                                | Maurice Joséphine                            |
| 1947      | Robert Desbats                               | Raymond Llamouzy                             | Robert Dutein                                |
| 1948      | Albert Dolhats                               | Jean Bidart                                  | Pierre Mancicidor                            |
| 1949      | Jean Bidart                                  | Gérard Villar                                | Pierre Mancicidor                            |
| 1950      | Albert Dolhats                               | Pierre Mancicidor                            | Étienne Goni                                 |
| 1951      | Roger Durand                                 | Albert Dolhats                               | René Barrère                                 |
| 1952      | Albert Dolhats                               | Armand Darnauguilhem                         | Pierre Nardi                                 |
| 1953      | André Darrigade                              | Albert Dolhats                               | Hubert Bastianelli                           |
| 1954      | Joseph Cigano                                | Luciano Montero                              | Pierre Rançon                                |
| 1955      | Roger Durand                                 | Henri Pontoni                                | Roger Darrigade                              |
| 1956      | Joseph Cigano                                | Jacques Bianco                               | Claude Montheau                              |
| 1957      | Joseph Cigano                                | Raoul Vivensang                              | Joseph Amigo                                 |
| 1958-1971 | non organisé                                 | non organisé                                 | non organisé                                 |
| 1972      | Jacques Esclassan                            | Joseph Kerner                                | Roger Saladié                                |
| 1973-1978 | non organisé                                 | non organisé                                 | non organisé                                 |
| 1979      | Francis Garcia                               | Blain                                        | Raymond Hernando                             |
| 1980      | Bernard Bodin                                | Jean-Jacques Batan                           | Manuel Calvo                                 |
| 1981      | Bruno De Santi                               | Michel Lecuona                               | Francis Garmendia                            |
| 1982      | Francis Périn                                | Gilles Debiard                               | Jean-Louis Gomez                             |
| 1983      | Alain Ignace                                 | Henri Abadie                                 | Dominique Delort                             |
| 1984      | Patrick Audeguil                             | Éric Valade                                  | Martin Earley                                |
| 1985      | Jean-Claude Ronc                             | Alain Dithurbide                             | Hervé Grenier                                |
| 1986      | Patrick Sarniguet                            | Frédéric Guédon                              | Jean-Claude Ronc                             |
| 1987      | Thierry Arquey                               | Claude Moreau                                | Hervé Gourmelon                              |
| 1988      | Denis Moran                                  | Philippe Lauraire                            | Marino Verardo                               |
| 1989      | Philippe Mondory                             | Claude Moreau                                | Christophe Lavigne                           |
| 1990      | Claude Moreau                                | Didier Bouquet                               | Éric Loubère                                 |
| 1991      | Didier Bouquet                               | Hervé Bareille                               | Sylvain Bolay                                |
| 1992      | Patrick Bérard                               | Gilles Casadei                               | Damien Laforie                               |
| 1993      | Pascal Andorra                               | Jacques Bogdanski                            | Hervé Lacomme                                |
| 1994      | Patrice Limoges                              | Thierry Dupuy                                | Francis Bareille                             |
| 1995      | Philippe Bordenave                           | Didier Labourdette                           | Christophe Duplaa                            |
| 1996      | Ludovic Grechi                               | Stéphane Augé                                | David Escudé                                 |
| 1997      | Thierry Elissalde                            | Michel Ambrosini                             | Patrick Hourdebaigt                          |
| 1998      | Jean-Yves Elissalde                          | Yvan Becaas                                  | Alain Lagière                                |
| 1999      | Guillaume Laloux                             | Sébastien Dulucq                             | Éric Pascal                                  |
| 2000-2001 | non organisé                                 | non organisé                                 | non organisé                                 |
| 2002      | Jean-Frédéric Larrue                         | Thierry Gouanelle                            | Christophe Boterel                           |
| 2003      | Julien Branas                                | Stéphane Speleers                            | David Tauzia                                 |
| 2004      | Nicolas Bouvier-Gaz                          | David Soulé                                  | Jérôme Gimenez                               |
| 2005      | Thierry Garnier                              | Thierry Elissalde                            | Cédric Blanc                                 |
| 2006      | non organisé                                 | non organisé                                 | non organisé                                 |
| 2007      | Julien Perez                                 | Mathieu Lafond                               | Franck Parolin                               |
| 2008      | Daniel Guillon                               | Claude Salles                                | Gautier Lance                                |
| 2009      | non organisé                                 | non organisé                                 | non organisé                                 |
| 2010      | Nicolas Capdepuy                             | Romain Sdrigotti                             | Yannick Laffitte                             |
| 2011,     | James Langedyk                               | Fabien Patanchon                             | Valentin Garcia                              |
| 2012      | Yoän Vérardo                                 | Damien Le Fustec                             | Maxime Martin                                |
| 2013      | annulée en raison du faible nombre d'engagés | annulée en raison du faible nombre d'engagés | annulée en raison du faible nombre d'engagés |
| 2014      | Pierre Painaud                               | Damien Casteran                              | Kévin Soust                                  |
| 2015      | Maxime Queyret                               | Antoine Allin                                | Rémy Galy                                    |
| 2016      | Antoine Allin                                | Christian Giraudeau                          | David Tauzia                                 |
| 2017      | Luca De Vincenzi                             | Thomas Guitard                               | Ayrton Latreille                             |
| 2018      | Jérémy Barret                                | Thimotée Wattelle                            | Nicolas Garros                               |
| 2019      | Florian Latour                               | Raphaël Dupeyron                             | Sébastien Pillon                             |
| 2020      | Antonin Souchon                              | Corentin Clément                             | Julien Fiacre                                |
| 2021      | Emmanuel Cognet                              | Jack Drage                                   | Erwan Clément                                |
| 2022      | annulé                                       | annulé                                       | annulé                                       |
| 2023      | Mathieu Dupé                                 | Nicolas Hamon                                | Guilhem Pauloin                              |